# Махмуд Газневи
Ямин ад-Даула ва Амин аль-Милла ва Низам-ад-Дин ва Насир аль-Хакк Абу-ль-Касим Махмуд ибн Себук-тегин (перс. یمین‌الدوله ابوالقاسم محمود بن سبکتگین‎‎), более известный как Махму́д Газневи; (2 ноября 971 — 30 апреля 1030) — эмир и падишах государства Газневидов с 998 года. При нём государство достигло наибольшего могущества. В его державу входили земли Афганистана, части Ирана, Индии и Средней Азии. Совершил 17 походов в Северную Индию. Крупнейший представитель тюркской династии Газневидов.

## Происхождение
Махмуд родился в городе Газни в регионе Забулистан (современный Афганистан) 2 ноября 971 года. Его отец, Себук-тегин, был тюркским военачальником-рабом, который в 977 году заложил основы династии Газневидов в Газни, которой он правил как подчиненный Саманидов, правивших Хорасаном и Мавераннахром. Мать Махмуда была дочерью иранского аристократа из Забулистана и поэтому в некоторых источниках он упоминается как Махмуд-и Завули («Махмуд из Забулистана»). О ранней жизни Махмуда известно немного, кроме того, что он был школьным товарищем Ахмада Майманди, перса, уроженца Забулистана и его приемного брата.

## Семья
Махмуд женился на женщине по имени Каусари Джахан, и у них родились сыновья-близнецы, Мухаммад и Масуд, которые наследовали ему один за другим; его внук от Масуда, Маудуд Газнави, также позже стал правителем империи.
Спутником Махмуда был грузинский раб Малик Аяз Абу-н-Наджм, о котором рассказывали стихи и истории.

## Биография
Династия Газневидов происходила из знатных гвардейцев-гулямов, служащих при дворе Саманидов.
Махмуд Газневи, старший сын Себук-Тегина, захватил престол, свергнув своего младшего брата Исмаила.
В результате ряда завоевательных походов под флагом священного джихада против неверных подчинил своей власти Восточный Иран, южную часть Средней Азии, Хорезм. Прославился опустошительными походами на Индию.
Первое вторжение в Индию предпринял в 1001 году, когда против него выступил лахорский раджа Джайпал. В битве под Пешаваром 28 ноября 1001 года индийское войско было разгромлено, а сам Джайпал покончил жизнь самоубийством. После этого вплоть до 1026 года Газневи совершил ещё 16 походов на Индию. В результате этих походов мусульмане овладели богатствами всего Джамно-Гангского двуречья, а также княжества Анхилвара (современный Гуджарат). Армия Махмуда Газневи разрушала храмы, захватывала накопленные сокровища, собирала дань с покорённых областей и уходила обратно. Территория, подвергшаяся экспансии Махмуда Газневи, огромна — от Сомнатха на западе до Канауджа (на Ганге) на востоке. Канауджское государство в результате этих нашествий распалось. Однако непосредственно в состав своего государства Газневи включил лишь Пенджаб и Кашмир.
Махмуд Газневи заключил в 1001 году договор о разделе владений Саманидов с завоевателем Бухары из династии Караханидов Насром*, скреплённый браком с его дочерью. Затем воевал с ним, одержал в 1008 году победу под Балхом**. В 1017 году завоевал Хорезм, в 1024 — Прабхас Патан, в 1029 — принадлежащие Буидам Рей, Хамадан и Исфахан.

- При личной встрече с Насром Махмуд предложил ему выпить вина, а когда Наср напомнил, что это запрещено пророком, ответил: «Такой грех простителен тому, кто истребил такое множество неверных».
  - Интересно отметить, как военачальники Насра оправдывались перед ним о своём поражении: «Никто не может победить этих слонов, оружие, снаряжение и людей».

Десятки тысяч захваченных ремесленников, впоследствии доставленных в столицу Газневидов — город Газни — украсили его большим числом архитектурных сооружений и других произведений искусства. В царствование Газневи широкое распространение получил суфизм.
Во внутренней политике Газневи стремился укрепить султанскую власть, создать сильный и централизованный административный аппарат, подавить сепаратистские настроения. Нередки были расправы над слишком влиятельными землевладельцами, сопровождавшиеся конфискациями имущества и казнями. Военной опорой была гвардия гулямов, набиравшаяся из представителей разных народностей, и отряды газиев, добровольцев, формировавшиеся из разорившихся крестьян и ремесленников.
Насильственное ослабление частного землевладения вкупе с необходимостью содержать значительную армию привело к росту нищеты в городах и деревнях и вооружённым восстаниям, особенно многочисленным в последнее десятилетие правления Газневи. После его смерти борьба за престол между его преемниками привела к ослаблению Газневидского государства и захвату его впоследствии сельджукидами.
Махмуд Газневи покровительствовал наукам и искусствам. В частности, при его дворе нашли приют Фирдоуси, посвятивший ему свою эпопею «Шахнаме» (ок. 976—1011), и известный персидский учёный-энциклопедист аль-Бируни.

## Галерея

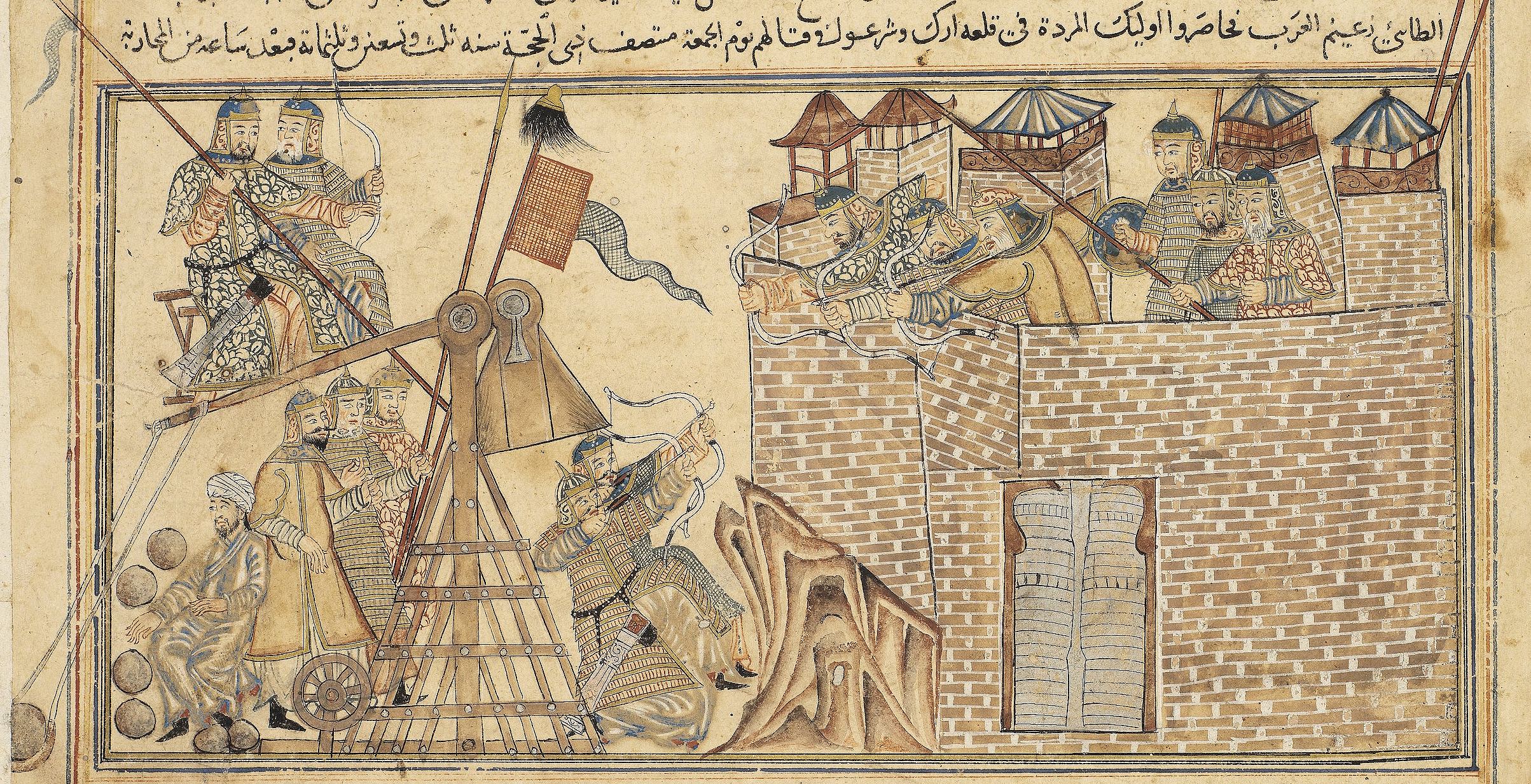
Султан Махмуд и его войска атакуют крепость Зарандж
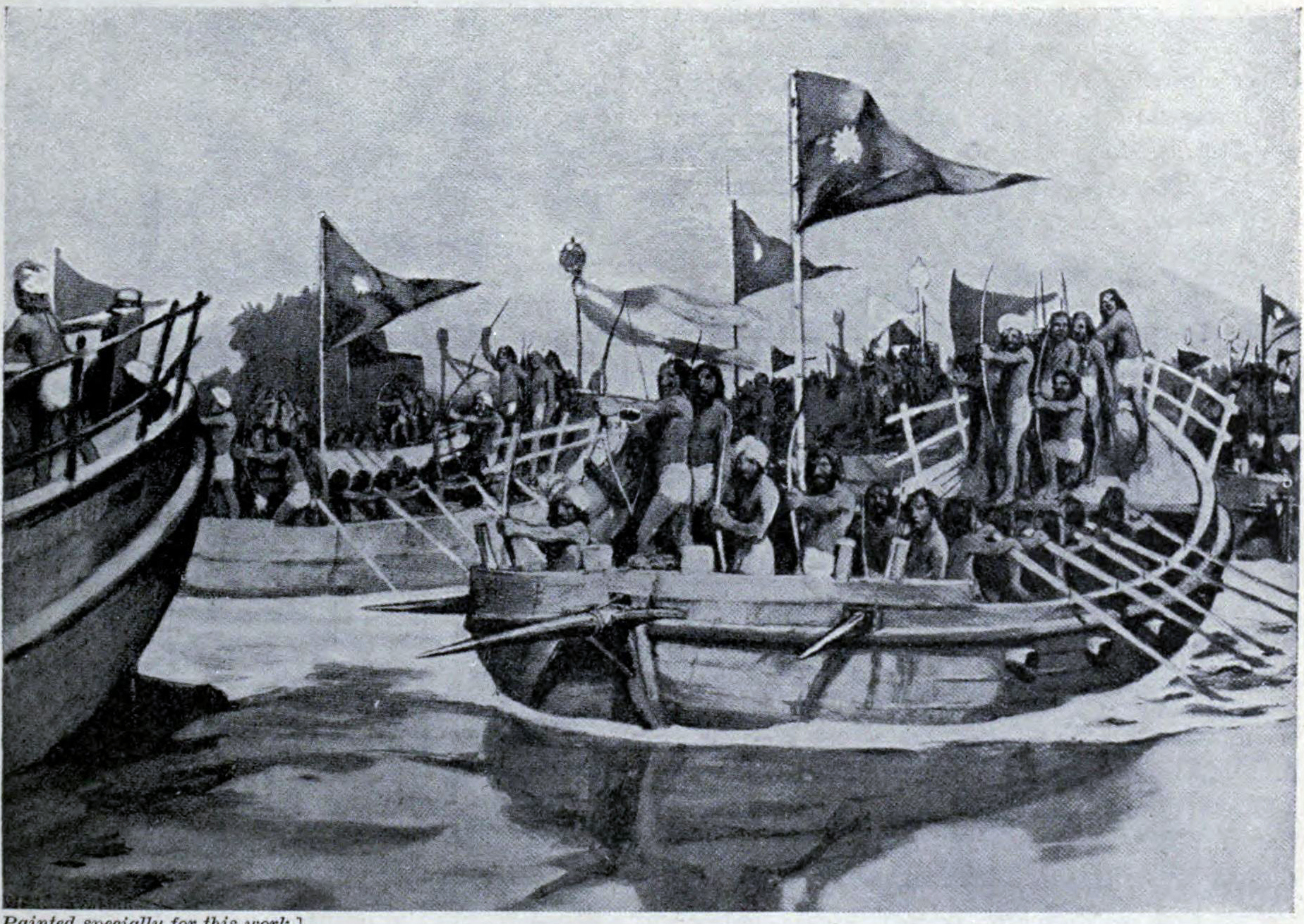
Последний успех Махмуда Газневи в Индии против джатов
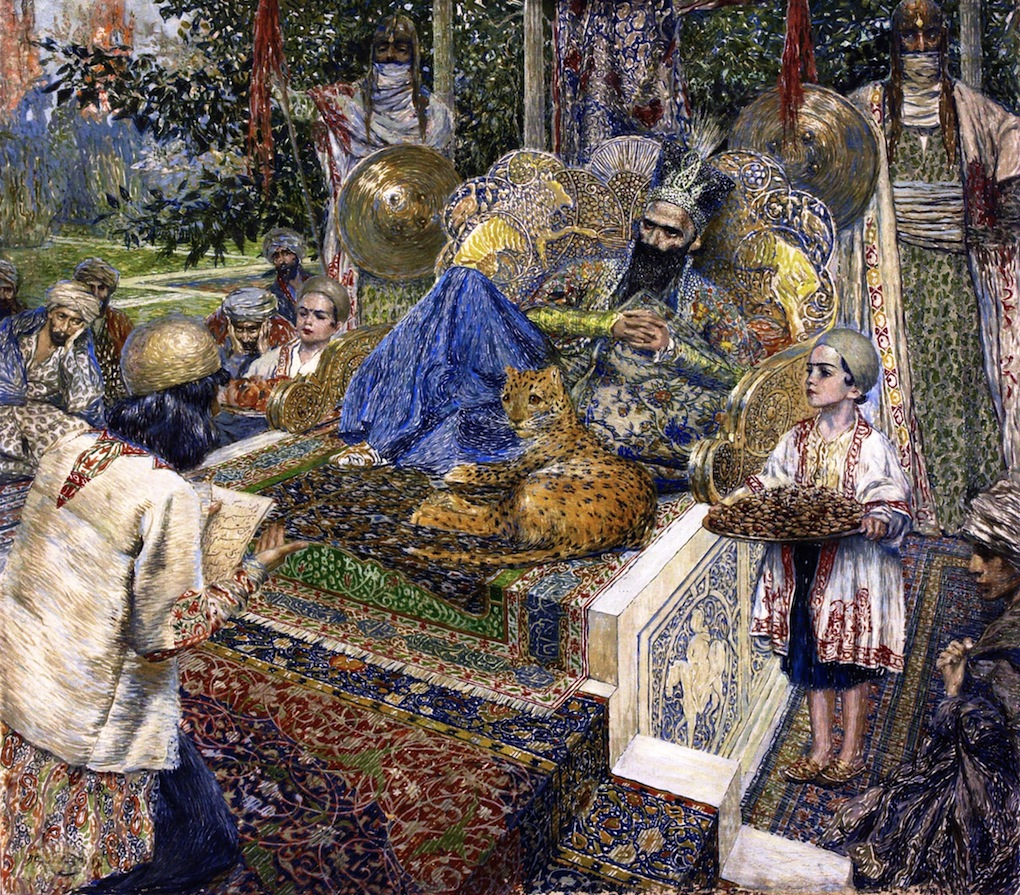
Фирдоуси читает поэму «Шах-Наме» шаху Махмуду Газневи. Картина В. Суренянца, 1913 год
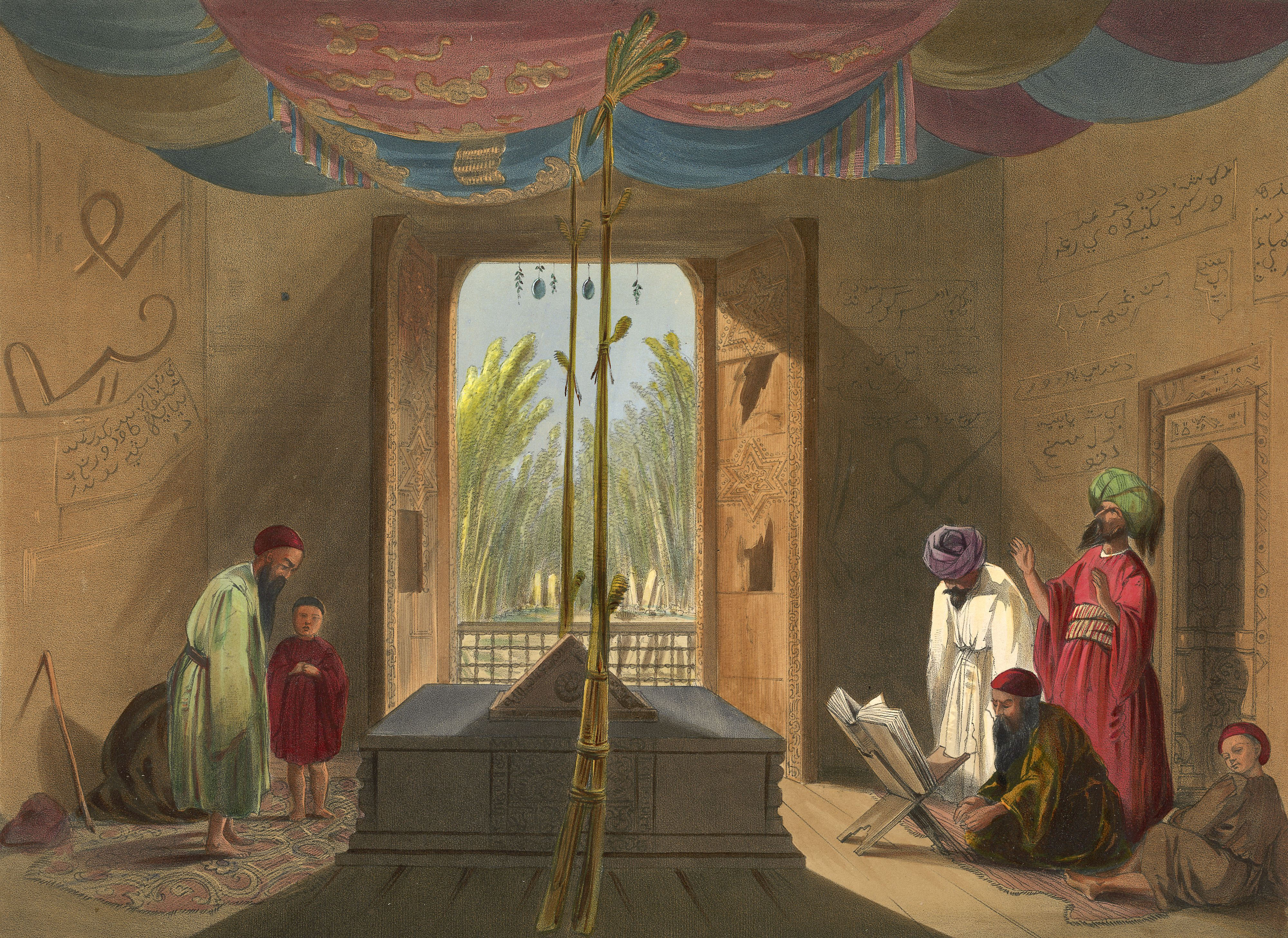
Мечеть и могила Махмуда Газневи. Литография с картины Джеймса Раттнея
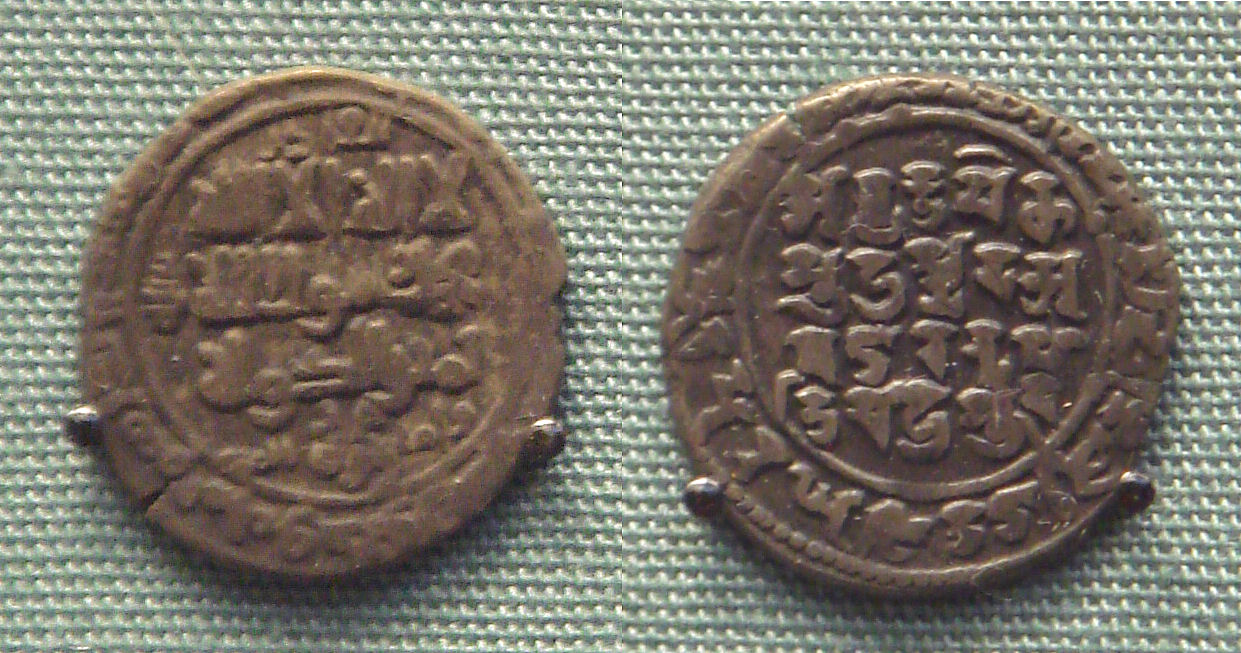
Серебряные джиталы Махмуда Газневи с двуязычным арабским и санскритским чеканами выпустили в Лахоре в 1028 г.